# 초량동
초량동(草梁洞)은  대한민국 부산광역시 동구의 법정동 및 행정동이다.

## 역사
- 1914년 4월 1일 : 부산부 사중면에 소속
- 1933년 2월 20일 : 부산부 서부 제3방면 사무소 초량정에 소속
- 1946년 10월 1일 : 초량제1동으로 호칭
- 1957년 1월 1일 : 경상남도 부산시 동구 초량동[1]
- 1959년 1월 1일 : 경상남도 부산시 동구 초량1동, 초량2동, 초량3동, 초량4동, 초량5동
- 1963년 1월 1일 : 부산직할시 동구 초량동[2]
- 1970년 7월 1일 : 초량4동이 초량6동으로 분동
- 1982년 5월 1일 : 법정동 대창동3가가 초량동에 합병 (초량동 1185~1213)
- 1985년 12월 1일 : 초량5동이 초량3동에 합동
- 1995년 1월 1일 : 부산광역시 동구 초량1동, 초량2동, 초량3동, 초량4동, 초량6동[3] 2007년 5월 10일, 총사업비 1억4천만원으로 초량1동 주민센터의 출입구와 처마에 경사형 기와를 둘렀고 벽면에는 중국을 상징하는 용 문양을 넣는 등 외벽을 중국풍으로 리모델링하였다.[4]
- 2008년 1월 1일 : 초량4동을 초량6동에 합동[5]

## 초량동의 유래 및 특성
초량동은 조선 시대 동래부 사천면 구초량리였는데, 1910년 일제시대에는 부산부중면 초량동으로, 해방후에는 초량출장소 관내로, 또 1982년에는 법정동인 대창동3가를 흡수하는 등 많은 곡절이 있는 동이다.
동국여지승람과 동래부지에는 초량항이 절영도 안쪽에 있다 하여 영도안의 부산항 해변을 모두 초량항이라 하였다.
초량은 우리말로 "새뛰 또는 새터" 라 불렀는데 새뛰는 억새,갈대라는 뜻의 초(草)와 뒬량(梁)으로 한자음을 따서 지은 것이다.
1906년 시구개정에 의해 구초량의 명칭이 부평동,부민동 등으로 확정되자 신초량(新草梁)이 초량이란 이름으로 정착하게 된 것이다.
한편 풍수상으로 부산의 지형은 엎드려 있는 소의 모습을 하고 있다고 여와우형(如臥牛形)이라보고, 소(牛)는 초원(草原)이 있어야 하기 때문에 초량(草梁)이란 명칭이 생겨났다는 설도 있다.
중앙대로 179번길과 대영로 239번길 일대에  초량 차이나타운이 있다.

## 주요 기관

### 초량본동
- e편한세상 부산항

### 초량1동
- 초량1동 새마을금고
- 신한은행 영주동지점
- SC제일은행초량지점
- 부산화교소학교
- 부산화교중학교
- 초량초등학교
- 초량1어린이집
- 한국경제신문(주)부산지사
- 한국경제신문
- 한겨레신문사(주)부산지사
- 한국일보사부산경남주간지사

### 초량2동
- 부산지방국토관리청
- 초량우체국
- 중소기업은행
- 국민은행
- 초량2동새마을금고
- 하나은행
- 장우신협
- 일팔경로당
- 화신경로당
- 우국경로당
- 새마을경로당
- 초량어린이집
- 대한어린이집

### 초량3동
- 부산역
- 부산 동부경찰서 초량2치안센터
- 부산 동부경찰서 역전치안센터
- 주부산 일본 총영사관
- 부산은행 초량지점
- 우리은행
- 초량3동 새마을금고
- 부산국제영화고등학교
- 인창병원
- 세일병원
- 봉생사회복지회
- 소망관
- 경향신문 부산총국
- 조선일보
- 부산역 라마다 앙코르 호텔

### 초량6동
- 구봉우편취급소
- 초량6동 새마을금고
- 초량4동 새마을금고
- 부산고등학교
- 부산중학교
- 부산컴퓨터과학고등학교
- 선화여자중학교
- 사랑방
- 선화경로당
- 연화경로당
- 정화노인정
- 구봉경로당
- 묘음어린이집
- 은방울몬테소리어린이집
- 아기천사 어린이집
- 동아의원
- 노마약국

## 출신인물
- 나훈아 (1947년 2월 11일(78세) ~ ) - 가수
- 박형준 (1960년 1월 19일(65세) ~ ) - 교수, 정치인[6]
- 이경규 (1960년 9월 21일(64세) ~ ) - 희극인, 영화감독, 현(現) IN&IN(영화사) 대
- 신승윤  ( (1983년 1월 31일(42세) ~ ) 삼성중공업